# سیارک ۱۰۴۳۸
سیارک ۱۰۴۳۸ (به انگلیسی: 10438 Ludolph، نامگذاری:6615P-L) ده هزار و چهارصد و سی و هشتمین سیارک کشف شده‌است که در ۲۴ سپتامبر ۱۹۶۰ کشف شد.